# Acontia delphinensis
Acontia delphinensis là một loài bướm đêm trong họ Noctuidae.